# Stazione di Piano Orizzontale dei Giovi
La stazione del Piano Orizzontale dei Giovi è una fermata ferroviaria posta nel comune di Serra Riccò, lungo la linea storica dei Giovi tra Genova e Arquata Scrivia, via Busalla e Isola del Cantone.

## Storia
L'impianto, che fungeva altresì da stazione telegrafica, fu ideato in considerazione della forte pendenza di progetto che caratterizzava la tratta Pontedecimo-Busalla, rispetto alla quale veniva a trovarsi circa a metà strada. Era infatti originariamente prevista in tale luogo l'installazione di un impianto a trazione funicolare che sarebbe stato alimentato grazie alle acque raccolte dalle sorgenti captate durante la realizzazione della lunga galleria dei Giovi, per il trasporto delle quali fu interessato l'acquedotto Nicolay. Tale progetto, perfezionato dall'ingegnere belga Henri Maus, non vide poi la luce grazie all'introduzione di locomotive ad aderenza naturale sufficientemente potenti, soprannominate "Mastodonti dei Giovi".
L'inaugurazione avvenne nel 1853, contestualmente all'apertura della linea ferroviaria.
L'11 agosto 1898 vi avvenne un grave disastro ferroviario che provocò 9 morti e oltre 100 feriti.
È nella lista delle stazioni impresenziate che vengono concesse in comodato d'uso gratuito a comuni o associazioni per il riutilizzo.

## Strutture e impianti
Situata sulla linea per Milano e Torino, la fermata si trova lungo la strada che porta al passo dei Giovi, in località Barriera. Serve prevalentemente il comune di Mignanego vista la posizione decentrata rispetto alla maggioranza della popolazione di Serra Riccò.
Fermata regionale dei treni, possiede fabbricato viaggiatori, sottopasso pedonale, due binari passanti e due banchine d'aspetto.

## Movimento
L'impianto è servito dai treni regionali cadenzati svolti da Trenitalia nell'ambito del contratto di servizio stipulato con la Regione Liguria.

## Servizi
La fermata dispone di:
- Sala d'attesa

## Interscambio
- Fermata autobus

Il servizio consiste in due fermate del gruppo F, che fino al 31 dicembre 2021 era gestito da ATP Esercizio, poi assorbita da AMT (Genova), già gestore del servizio urbano.